# Ernesto Alterio
Ernesto Federico Alterio Bacaicoa (Buenos Aires, 25 de septiembre de 1970) es un actor argentino nacionalizado español que lleva adelante su carrera en Argentina, en España y en Hispanoamérica.

## Biografía
Hijo de la psicóloga Modesta Ángela Bacaicoa Destéfano y del actor Héctor Alterio. Es de ascendencia italiana, sus abuelos eran originarios de Carpinone, comuna de la provincia de Isernia, región de Molise. Durante la presidencia democrática de María Estela Martínez de Perón en Argentina que tuvo lugar muy poco tiempo después del nacimiento de la hermana de Ernesto, Malena Alterio, Héctor Alterio fue amenazado por la Triple A por lo que la familia se exilió y se estableció en España entre 1974 y 1975 –donde estaba trabajando en esa época–. Años después, obtuvo la nacionalidad española.
Instalado con su familia en Madrid (España) cumplidos los cuatro años, Ernesto padeció el desarraigo que lleva aparejado el exilio. Se mantuvo unido a las raíces argentinas a través de las tradiciones familiares. Estudió biología pero lo dejó para seguir con la carrera de Historia, estudios que realizó durante dos años. Animado a ser como su padre, Ernesto comentaba que iba «de soslayo, bordeando la charca por la orilla para no caer en ella: música, fotografía, historia...» hasta tomar la decisión de aceptar ser actor.
En 2006 nació su hija Lola, fruto de su relación con la actriz colombiana Juana Acosta. Tras separarse de Juana Acosta inició una relación en 2019 con Ella Jazz.

### Años 1990
Estudió Arte Dramático con Cristina Rota y con Daniel Sánchez Arévalo, apoyado por su padre. Con Nathalie Poza, Willy Toledo y Alberto San Juan fundó el grupo teatral Ración de Oreja, compañía con la que representó la obra teatral Animalario en 1996. El grupo conoció a Andrés Lima, que tenía ya su propio grupo de actores, y decidieron fusionar ambas compañías para realizar Qué te importa que te ame. En 1997 cambian el nombre de la compañía de teatro a Animalario, que tomó su nombre de la primera obra representada. Con ella escenificaron obras como El fin de los sueños.
La carrera cinematográfica del actor, iniciada en 1992, empezó a despegar con pequeños papeles en películas como Mi nombre es sombra, Tengo una casa, Morirás en Chafarinas, Belmonte y Más que amor, frenesí, Dos por dos. En televisión había aceptado pequeños trabajos en series como El joven Picasso, Lleno, por favor, Colegio Mayor, Los ladrones van a la oficina y Todos los hombres sois iguales.
Ernesto acababa de estrenar su primera película comercial como protagonista. Fernando Colomo lo había llamado para protagonizar junto a Jordi Mollà y Juan Echanove. La cinta se titulaba Los años bárbaros (1998), ambientada en 1947, inspirada en la novela de Otros hombres, de Manuel Lamana y en los recuerdos de Nicolás Sánchez-Albornoz, hijo del historiador Claudio Sánchez-Albornoz. La historia, que fue un hecho real, no es un relato totalmente fiel a la realidad, sino una comedia dramática. Los personajes huyen del Valle de los Caídos, donde habían solicitado el traslado y cumplían condena de trabajos forzados. El personaje que Ernesto Alterio interpretó (Jaime) es el de un veinteañero culto y sensible que se enamora de una inglesa que lo ayuda en la fuga. 
Colomo volvió a ficharlo para El cuarteto de La Habana para interpretar a Walter, un joven aficionado a la música que trabaja en la limpieza de un club nocturno de jazz, cuyas carencias afectivas lo llevarán hacia una deriva emocional que tratará de solucionar a lo largo de toda la trama. Colomo escogió primero a los actores Ernesto Alterio y Javier Cámara por la confianza con ellos y construyeron juntos el guion de la película, participando así en la creación de los diálogos y en algunas de las secuencias. El filme fue el primero del director rodado íntegramente con una steady cam, con Joaquín Manchado como operador. Bajo las órdenes de Chus Gutiérrez, Insomnio redundó en esa tendencia interpretativa.
Finalizado el rodaje de su segunda película con Colomo, Ernesto recibió la noticia de su candidatura al Premio Goya al mejor actor revelación. Para entonces ya tenía pendiente de estreno un filme de Mariano Barroso, Los lobos de Washington, en el que el actor interpretaba a un hombre de cortas entendederas, pero voluntarioso en sus quehaceres diarios. Al año siguiente en Marruecos repitió la experiencia con Barroso en Kashbah, inspirada en The Searchers (Más corazón que odio o Centauros del desierto), en el que el personaje de Ernesto buscaba a una joven desaparecida que no deseaba ser encontrada.

### Años 2000
Interpretó a Josean, la pareja de la que fuera miembro de la banda terrorista ETA, en la película Yoyes dirigida por Helena Taberna en el año 2000. Estrenó ese mismo año la obra teatral de Tom Stoppard Rosencrantz y Guildenstern han muerto, bajo la dirección de Cristina Rota; Juan Diego Botto, Juan Ribó y Roberto Dragó entre otros lo acompañaron sobre las tablas. Alterio interpretó el papel de Guildenstern, personaje secundario de la tragedia de Shakespeare y protagonista junto a Rosencrantz en la de Stoppard Hamlet. En 2001 Carlos Saura lo contrató para encarnar a Salvador Dalí en Buñuel y la mesa del rey Salomón. Ernesto vivió el rodaje desconcertado por el talante de la cinta de Saura y quedó insatisfecho de la interpretación del personaje.
En 2002 aceptó un pequeño papel en Deseo, realizada por Gerardo Vera, en la que interpretó a Julio, un republicano encarcelado que, tras obtener la libertad, encuentra a su mujer enamorada de un nazi. Leonor Watling, Leonardo Sbaraglia, Emilio Gutiérrez Caba, Cecilia Roth, Rosa María Sardà y Norma Aleandro completaron el reparto.
Ese mismo año protagonizó El otro lado de la cama, película de Emilio Martínez-Lázaro, que tomaba de Todos dicen I Love You (Woody Allen, 1997) y Trabajos de amor perdidos (Kenneth Branagh, 2000), por la que obtuvo una candidatura a los premios de la Unión de Actores. La trama es una concepción costumbrista del musical, en el que prima la importancia de las emociones de los personajes sobre el estilismo de las coreografías. La cinta cosechó buenas críticas y un éxito de taquilla. La película de Martínez Lázaro reincidió en esa imagen de inestabilidad emocional característica de la mayoría de los trabajos de Ernesto. Sus antiguos compañeros de Animalario, Guillermo Toledo y Alberto San Juan, debido al triunfo alcanzado con el filme, fueron seleccionados para presentar los Premios Goya de ese año, pero Ernesto no participó en la gala.
Al año siguiente, en 2003, el guionista de El otro lado de la cama, David Serrano, debutó como realizador en Días de fútbol (2003), una historia de un grupo de perdedores, que fue nominada a los Goya. Serrano confió a Ernesto el papel más importante, Antonio, un expresidario reciclado a taxista y con ánimo de estudiar psicología que apuntaba a sus amigos (interpretados por Alberto San Juan, Secun de la Rosa, Pere Ponce y Fernando Tejero) en una liga de fútbol con el fin de reactivar su mediocre vida. Ernesto logró una candidatura al Fotogramas de Plata y al Premio Goya a la mejor interpretación masculina protagonista, que perdió frente a Luis Tosar. Ernesto y su hermana Malena entregaron el Goya de Honor a Héctor Alterio.
En 2009 aceptó el papel de protagonista en la serie de Antena 3, La chica de ayer. Interpreta a Samuel Santos, un policía que tiene un accidente en el año 2009 y cuando se despierta lo hace en 1977. El papel desarrolla a un personaje en busca de sus orígenes para encontrarse así mismo. En la Infancia clandestina (2012) dirigida por Benjamín Ávila, interpretó a tío Beto, un miembro del movimiento revolucionario los Montoneros, ambientada en la Argentina de los años 1970, tío de protagonista Juan. Papel que al actor le permitió volver a conectar con su país natal.
En 2020, fue nominado al premio Max al mejor actor en la XXIII edición de los premios Max por su papel en la obra Shock 1 (el condor y el puma), dirigida por Andrés Lima, que se estrenó en el Teatro Valle-Inclán (CDN) de Madrid y tuvo una larga gira por teatros de toda España.

### Con Héctor Alterio
En 2006 se estrenó Incautos y Muertos comunes, una trama de intriga basada en hechos reales, en la que Alterio desarrolló el papel de Fermín Goyoaga. A esta le siguieron tres interpretaciones en las que se mostró como un treintañero indeciso. En la primera, El método, interpretó a Enrique, un aspirante a un importante puesto de trabajo que se enfrenta a una prueba de selección junto a otros seis competitivos aspirantes. Fue Javier de Los 2 lados de la cama, a punto de casarse con Marta, interpretada por Verónica Sánchez, en una trama de parejas, amor y mentiras. En la tercera, escenifica a Serafín en la comedia romántica Semen, una historia de amor. En la cinta encarnó a un médico de una clínica de fecundación que donó su esperma a la joven Adriana. En esta última Ernesto Alterio trabajó con su padre. Sobre el trabajo en Semen, una historia de amor con Héctor Alterio, Ernesto dijo: «Fue una experiencia especialmente bonita por compartirla con él y en la que no me sentí en absoluto incómodo.»
Padre e hijo repitieron la experiencia en el cortometraje Entre nosotros –donde también participaron Malena Alterio y Mariví Bilbao–, y en la serie Vientos de agua, una producción de 2006 hispanoargentina de Telecinco, dirigida por Juan José Campanella. En ella, padre e hijo interpretan el mismo personaje a distintas edades, José Olaya, un minero asturiano que se ve obligado a exiliarse en Argentina en 1934. En dicho país permanece toda su vida y establece su propia familia, entre ellos su hijo, obligado a buscar trabajo en España ante la crisis económica que asalta al país.

## Filmografía
| Año  | Título                                             | Personaje            | Director                                       |
| ---- | -------------------------------------------------- | -------------------- | ---------------------------------------------- |
| 1992 | Shooting Elizabeth                                 | Prisionero           | Baz Taylor                                     |
| 1992 | Hora final (cortometraje)                          |                      | Julio del Álamo                                |
| 1993 | Tango feroz: la leyenda de Tanguito                | Pablo                | Marcelo Piñeyro                                |
| 1995 | Tengo una casa                                     | Nico                 | Mónica Laguna                                  |
| 1995 | Belmonte                                           | Julio Camba          | Juan Antonio Bollaín                           |
| 1995 | Dos por dos                                        | Mateo                | Eduardo Mencos                                 |
| 1995 | La boutique del llanto                             | Rubén                | Iñaki Peñafiel                                 |
| 1995 | The Short Walk                                     |                      | Jonathan Hacker                                |
| 1995 | Morirás en Chafarinas                              | Judez                | Pedro Olea                                     |
| 1996 | Más que amor, frenesí                              | Marcos               | Alfonso Albacete, David Menkes y Miguel Bardem |
| 1996 | Caminantes nocturnos (cortometraje)                | Bakalaero            | Carlos Muguiro                                 |
| 1996 | Mi nombre es sombra                                | Juan                 | Gonzalo Suárez                                 |
| 1997 | A mí quién me manda meterme en esto (cortometraje) | Eduardo              | Daniela Fejerman y Inés París                  |
| 1998 | Los años bárbaros                                  | Jaime                | Fernando Colomo                                |
| 1998 | Insomnio                                           | Juan                 | Chus Gutiérrez                                 |
| 1998 | Vínculo (cortometraje)                             | Mateo                | Carlos Muguiro                                 |
| 1999 | Los lobos de Washington                            | Pablo                | Mariano Barroso                                |
| 1999 | El cuarteto de La Habana                           | Walter               | Fernando Colomo                                |
| 1999 | El diablo en el paraiso (cortometraje)             | Ángel Lomas          | Carlos Muguiro                                 |
| 1999 | Yoyes                                              | Joxean               | Helena Taberna                                 |
| 2000 | Kashbah                                            | Mario                | Mariano Barroso                                |
| 2001 | Juego de Luna                                      | Nano 30 años         | Mónica Laguna                                  |
| 2001 | Buñuel y la mesa del rey Salomón                   | Salvador Dalí        | Carlos Saura                                   |
| 2001 | Desaliñada (cortometraje)                          | Lucio                | Gustavo Salmerón                               |
| 2002 | Deseo                                              | Julio                | Gerardo Vera                                   |
| 2002 | El otro lado de la cama                            | Javier               | Emilio Martínez Lázaro                         |
| 2003 | Días de fútbol                                     | Antonio              | David Serrano                                  |
| 2003 | El balancín de Iván (cortometraje)                 | Iván adulto          | Darío Stegmayer                                |
| 2004 | Muertos comunes                                    | Fermín Goyoaga       | Norberto Ramos del Val                         |
| 2004 | Incautos                                           | Ernesto              | Miguel Bardem                                  |
| 2005 | Semen, una historia de amor                        | Serafín              | Inés París y Daniela Fejerman                  |
| 2005 | El método                                          | Enrique              | Marcelo Piñeyro                                |
| 2005 | Entre nosotros (cortometaje)                       | Hermano              | Darío Stegmayer                                |
| 2006 | Los 2 lados de la cama                             | Javier               | Emilio Martínez Lázaro                         |
| 2008 | Rivales                                            | Guillermo            | Fernando Colomo                                |
| 2008 | Lluvia                                             | Roberto              | Paula Hernández                                |
| 2009 | Las viudas de los jueves                           | Martín               | Marcelo Piñeyro                                |
| 2009 | 7 pasos y medio                                    | Abel                 | Lalo García                                    |
| 2011 | Amigos                                             | Diego                | Borja Manso                                    |
| 2011 | El sueño de Iván                                   | Gallardo             | Roberto Santiago                               |
| 2011 | Infancia clandestina                               | Tío Beto             | Benjamín Ávila                                 |
| 2012 | La montaña rusa                                    | Lorenzo              | Emilio Martínez Lázaro                         |
| 2013 | ¿Quién mató a Bambi?                               | Edu                  | Santi Amodeo                                   |
| 2013 | Dolor (cortometraje)                               | Agresor              | Javier Fesser                                  |
| 2013 | Gente en sitios                                    | Ernesto Alterio      | Juan Cavestany                                 |
| 2014 | El amor y otras historias                          | Pablo Diuk           | Alejo Flah                                     |
| 2015 | Incidencias                                        | José María           | José Corbacho y Juan Cruz                      |
| 2016 | Rumbos                                             | Alberto              | Manuela Burló Moreno                           |
| 2017 | Perfectos desconocidos                             | Antonio              | Álex de la Iglesia                             |
| 2017 | Legalize Já: Amizade Nunca Morre                   | Brennand             | Johnny Araújo y Gustavo Bonafé                 |
| 2018 | La sombra de la ley                                | Tísico               | Dani de la Torre                               |
| 2018 | El pacto de los estudiantes                        | Entrevistado         | Juan Miguel del Castillo                       |
| 2019 | Lo dejo cuando quiera                              | Tacho                | Carlos Therón                                  |
| 2019 | Ventajas de viajar en tren                         | Ángel Sanagustín     | Aritz Moreno                                   |
| 2020 | Te quiero, imbécil                                 | Influencer argentino | Laura Mañá                                     |
| 2020 | Un mundo normal                                    | Ernesto              | Achero Mañas                                   |
| 2020 | Crónica de una tormenta                            | Antonio              | Mariana Barassi                                |
| 2020 | Orígenes secretos                                  | Bruguera             | David Galán Galindo                            |
| 2021 | Mii otro yo (cortometraje)                         | Juan Martín          | Claudia Llosa                                  |
| 2021 | Donde caben dos                                    | Alberto              | Paco Caballero                                 |
| 2022 | El cuarto pasajero                                 | Rodrigo              | Álex de la Iglesia                             |
| 2023 | Mari(dos)                                          | Emilio               | Lucía Alemany                                  |
| 2023 | Moscas                                             | Luis Machi           | Aritz Moreno                                   |
| 2025 | Un funeral de locos                                | Rober                | Manuel Gómez Pereira                           |

## Televisión
| Año             | Título                         | Papel                           | Canal                |
| --------------- | ------------------------------ | ------------------------------- | -------------------- |
| 1993            | Lleno, por favor               | Pocholo                         | Antena 3             |
| 1993            | Los ladrones van a la oficina  | Fernando                        | Antena 3             |
| 1994 - 1995     | Colegio Mayor                  | Carlos                          | Telemadrid           |
| 1996            | Todos los hombres sois iguales | Mariano                         | Telecinco            |
| 2006            | Vientos de agua                | José Olaya                      | Telecinco / El Trece |
| 2009            | La chica de ayer               | Samuel Santos                   | Antena 3             |
| 2011 - 2012     | Marco, la historia de un niño  | Carlos Gómez                    | Antena 3             |
| 2016            | Web Therapy                    | Héctor Vara                     | Movistar+            |
| 2017 - 2018     | Las chicas del cable           | Sebastián Uribe                 | Netflix              |
| 2018            | Narcos: Mexico                 | Salvador Osuna Nava             | Netflix              |
| 2020            | Alguien tiene que morir        | Gregorio Falcón                 | Netflix              |
| 2022 - presente | Todos mienten                  | Diego                           | Movistar+            |
| 2022            | Santa Evita                    | Moori Koening                   | Star+                |
| 2024            | Griselda                       | Fernando Bravo                  | Netflix              |
| 2025            | Su Majestad                    | Guillermo Salvatierra Bohórquez | Prime Video          |

## Teatro
| Año  | Obra de teatro                           | Director                 |
| ---- | ---------------------------------------- | ------------------------ |
| 1987 | Muelle del oeste                         |                          |
| 1988 | La boda                                  |                          |
| 1996 | Animalario                               | Cía. Ración de Oreja     |
| 1996 | Qué te importa que te ame                | Cía. Animalario          |
| 1997 | El fin de los sueños                     | Cía. Animalario          |
| 2000 | Rosencrantz y Guildenstern han muerto    | Cristina Rota            |
| 2008 | Edipo rey (Festival de teatro de Mérida) | Jorge Lavelli            |
| 2011 | Yo, el heredero                          | Francesco Saponaro       |
| 2015 | Atchusss                                 | Carles Alfaro            |
| 2017 | Troyanas                                 | Carme Portaceli          |
| 2017 | Marikón, ¡esto acaba de empezar!         | Chevi Muraday (Losdedae) |
| 2019 | Shock 1 (El Cóndor y el Puma)            | Andrés Lima              |

## Premios y nominaciones
Premios Goya
| Año  | Categoría                                   | Trabajo nominado  | Resultado |
| ---- | ------------------------------------------- | ----------------- | --------- |
| 1998 | Mejor actor revelación                      | Los años bárbaros | Nominado  |
| 2003 | Mejor interpretación masculina protagonista | Días de fútbol    | Nominado  |
| 2020 | Mejor interpretación masculina protagonista | Un mundo normal   | Nominado  |

Fotogramas de Plata
| Año  | Categoría           | Trabajo nominado | Resultado |
| ---- | ------------------- | ---------------- | --------- |
| 2003 | Mejor actor de cine | Días de fútbol   | Nominado  |

Unión de Actores
| Año  | Categoría                               | Trabajo nominado        | Resultado |
| ---- | --------------------------------------- | ----------------------- | --------- |
| 1996 | Mejor interpretación secundaria de cine | Tengo una casa          | Nominado  |
| 2002 | Mejor actor protagonista de cine        | El otro lado de la cama | Nominado  |
| 2003 | Mejor actor protagonista de cine        | Días de fútbol          | Nominado  |

Medallas del Círculo de Escritores Cinematográficos
| Año  | Categoría              | Trabajo nominado | Resultado |
| ---- | ---------------------- | ---------------- | --------- |
| 2005 | Mejor actor secundario | El método        | Nominado  |

Premios Cóndor de Plata
| Año  | Categoría   | Trabajo nominado     | Resultado |
| ---- | ----------- | -------------------- | --------- |
| 2013 | Mejor actor | Infancia clandestina | Nominado  |

Premio Nacional de Cinematografía Nacho Martínez
| Año  | Edición |
| ---- | ------- |
| 2019 | 57.ª    |